# 讓我們理髮以符合社會主義生活方式
《讓我們理髮以符合社會主義生活方式》是2004年至2005年朝鮮政府頒布儀容和衣著標準的宣傳活動中的一部分。
5集電視節目由朝鮮中央電視台播出，節目的片段後來在英國廣播公司第一台轉播。節目中聲稱長髮可以「影響人的智力」，其解釋是頭髮生長時會消耗腦部及身體其餘部份的營養素。這是朝鮮政府限制被視為與“社會主義生活方式”違背的時尚潮流的思想宣傳活動。
朝鮮方面有關規定稱，男子應梳寸頭、小平頭，長度在1－5厘米間。繼朝鮮中央電視台後，《勞動新聞》強調了與資本主義展開「遊擊戰」。如一味按西方敵國的生活方式穿著打扮會「愚民亡國」。

## 朝鮮的時尚限制
類似的頭髮和衣著標準在朝鮮社會存在已久。在金正日繼承父親金日成的政權後，放寬了一些對西方時尚及文化的限制，如婦女被允許燙髮，男性可以保留稍長的頭髮，甚至可以公開地跳舞。但當時較標誌性的西方潮流如牛仔褲仍是完全禁止的，長頭髮的男性亦可能會被逮捕和被迫理髮。

## 類似規定
- 斷髮令（李氏朝鮮末期朝鮮類似的命令）
- 清朝的剃髮易服
- 新加坡曾經的男人禁長髮令（英语：Singapore long hair ban）